# Smyrna (Georgia)
Smyrna is een plaats (city) in de Amerikaanse staat Georgia, en valt bestuurlijk gezien onder Cobb County.

## Demografie
Bij de volkstelling in 2000 werd het aantal inwoners vastgesteld op 40.999.
In 2006 is het aantal inwoners door het United States Census Bureau geschat op 48.632, een stijging van 7633 (18.6%).

## Geografie
Volgens het United States Census Bureau beslaat de plaats een oppervlakte van
36,1 km², waarvan 36,0 km² land en 0,1 km² water.

## Trivia
De actrice Julia Roberts is geboren in Smyrna. Ook bevindt zich hier het honkbalstadion SunTrust Park van de Atlanta Braves.

## Plaatsen in de nabije omgeving
De onderstaande figuur toont nabijgelegen plaatsen in een straal van 16 km rond Smyrna.